# John Silva Meehan
Pour les articles homonymes, voir Meehan.
John Silva Meehan, né à New York le 6 février 1790 et mort à Washington le 24 avril 1863, est un éditeur et imprimeur américain. Il a été le quatrième bibliothécaire de la Bibliothèque du Congrès des États-Unis, de 1829 à 1861.

## Biographie
John Silva Meehan naît à New York le 6 février 1790
Membre du parti démocrate américain, il est nommé bibliothécaire de la Bibliothèque du Congrès par le président Andrew Jackson, remplaçant à ce poste le militant whig George Watterston, qui s'oppose à Jackson. Meehan et ses partisans au Congrès préconisent de limiter la taille de la bibliothèque. De nombreuses fonctions de la bibliothèque sont transférées à d'autres agences gouvernementales. Lorsqu'un incendie détruit 35 000 volumes en 1851, dont les deux tiers des documents fournis à l'origine par le président Thomas Jefferson, les fonds alloués par le Congrès pour la restauration sont utilisés uniquement pour remplacer les documents perdus et non pour l'expansion. Meehan met à la disposition du Congrès une petite collection de périodiques qui, sous la direction de bibliothécaires ultérieurs, est devenue la division des périodiques.
Durant sa carrière, Meehan sert sous neuf présidents. Malgré l'opposition du Congrès, le président Abraham Lincoln remplace Meehan par un partisan républicain, John Gould Stephenson.
John Silva Meehan meurt à Washington le 24 avril 1863.